# Yodrak Salakjai
Yodrak Salakjai (Nascida em Phichit, Tailândia, 8 de fevereiro de 1956 - 9 de agosto de 2008)  é um cantor e ator tailandês.

## Discografia

### Álbums
- Jod Mai Jak Neaw Na (จดหมายจากแนวหน้า)
- Hom Tong Non Tay (ห่มธงนอนตาย)
- Khad Khon Hung Kaw (ขาดคนหุงข้าว)
- Ai Num Too Pleang (ไอ้หนุ่มตู้เพลง)
- Khad Nguen Khad Rak (ขาดเงินขาดรัก)
- Sam Sib Yang Jeaw (สามสิบยังแจ๋ว)
- Aao Nae (เอาแน่)
- Jam Jai Doo (จำใจดู)
- Long Luea Ha Rak (ล่องเรือหารัก)
- Kha Tha Ma Ha Ni Yom (คาถามหานิยม)
- Ar Ray Koe Koo (อะไรก็กู)
- Khob Khun Fan Pleang (ขอบคุณแฟนเพลง)